# Henryk Łuczkiewicz
Henryk Łuczkiewicz (ur. 5 lipca 1826 w Perespie, zm. 6 kwietnia 1891 w Warszawie) – polski lekarz i profesor patologii ogólnej w warszawskiej Szkole Głównej.
Studiował medycynę na Uniwersytecie Jagiellońskim w Krakowie uzyskując w 1852 tytuł doktora medycyny, uzupełniał wiedzę w Pradze i Wiedniu. W 1860 roku został docentem patologii i terapii szczegółowej na Akademii Medyko-Chirurgicznej w Warszawie. Równocześnie był wykładowcą w Szkole Głównej w Warszawie.
Był autorem licznych prac publikowanych w warszawskiej prasie medycznej.

## Wybrane prace
- O białaczce,
- Aforyzmy i rokowania Hipokratesa,
- O suchotach płucnych,
- Patologia ogólna